# Посад-Покровский сельский совет
Посад-Покровский сельский совет (укр. Посад-Покровська сільська рада) — входит в состав
Белозёрского района
Херсонской области
Украины.
Административный центр сельского совета находится в 
с. Посад-Покровское.

## История
- 1789 — дата образования.

## Населённые пункты совета
- с. Посад-Покровское
- с. Солдатское
- пос. Копани